# Grand Prix van Penya Rhin
De Grand Prix van Monza was een autorace die op twee Spaanse circuits werd verreden, te weten Montjuïc Park en Circuit Pedralbes. De race maakte van 1933 tot 1948 met onderbrekingen deel uit van de grand-prixseizoenen en was in 1950 ook een niet-kampioenschapsronde in de Formule 1.

## Winnaars van de grand prix
- Hier worden alleen de races aangegeven die plaatsvonden tijdens de grand-prixseizoenen tot 1949 en Formule 1-races vanaf 1950.

| Jaar | Coureur         | Constructeur  | Locatie   | Verslag |
| ---- | --------------- | ------------- | --------- | ------- |
| 1950 | Alberto Ascari  | Ferrari       | Pedralbes | Verslag |
| 1948 | Luigi Villoresi | Maserati      | Pedralbes | Verslag |
| 1946 | Giorgio Pelassa | Maserati      | Pedralbes | Verslag |
| 1936 | Tazio Nuvolari  | Alfa Romeo    | Montjuïc  | Verslag |
| 1935 | Luigi Fagioli   | Mercedes-Benz | Montjuïc  | Verslag |
| 1934 | Achille Varzi   | Alfa Romeo    | Montjuïc  | Verslag |
| 1933 | Juan Zanelli    | Alfa Romeo    | Montjuïc  | Verslag |